# Casería de Ossio
La Casería de Ossio es una barriada periférica situada al norte de San Fernando (Cádiz), desde la que se contempla toda la bahía de Cádiz, así como las localidades de Cádiz y Puerto Real. En él se encuentran las tres Torres de la Casería de Ossio, los edificios más altos de la ciudad.

## Descripción
La mayoría de las casas de este barrio son de una o dos plantas, exceptuando las torres anteriormente citadas y otros edificios modernos.

## Negocios
Debido a su tradición marinera y a la cercanía con la bahía de Cádiz, en la Casería de Ossio hay varios bares donde se sirve pescaíto frito, a destacar La Corchuela y Cantina de TITI, donde sirven el pescado que se pesca en las aguas de la bahía.

## Hermandades
El barrio cuenta con una hermandad de penitencia, con sede en la parroquia de la Inmaculada Concepción: la del Santísimo Cristo del Perdón y Nuestra Señora de la Paz, que realiza estación de penitencia el Jueves Santo.